# البحرية البنغالية
البحرية في بنغلاديش (بالبنغالية: বাংলাদেশ নৌবাহিনী) هي فرع من فروع القوات المسلحة بنغلاديش، المسؤولة عن 118813 كيلومتر مربع في بنغلاديش (45874 ميل مربع) من مساحة أراضيها البحرية، والدفاع عن أهم الموانئ، والقواعد العسكرية والمناطق الاقتصادية. الدور الأساسي للبحرية البنجلاديشية هو حماية المصالح الاقتصادية والعسكرية للبلاد في الداخل والخارج. البحرية البنغلاديشية هي أيضا قوة لإدارة الكوارث في الخطوط الأمامية في بنغلاديش، وتشارك في البعثات الإنسانية في الخارج. وهي لاعب إقليمي رئيسي في جهود مكافحة الإرهاب، وتشارك في عمليات حفظ السلام العالمية مع الأمم المتحدة.

## التاريخ

### أصول
تم إنشاء البحرية البنجلاديشية كجزء من قوات بنغلاديش خلال حرب تحرير بنغلاديش عام 1971 ضد باكستان. تاريخ إنشائها الرسمي هو يوليو 1971 خلال مؤتمر قادة قطاع بنغلاديش عام 1971. في عام 1971، عندما فرضت باكستان الغربية حملة عسكرية وحشية في شرق باكستان، كانت حرب تحرير بنغلادش جارية بالفعل. وانشق العديد من البحارة والضباط البنغاليين في البحرية الباكستانية ليشكلوا البحرية البنجلاديشية الوليدة. في البداية، كانت هناك سفينتان، PADMA و PALASH، و 45 من أفراد البحرية. في 9 تشرين الثاني / نوفمبر 1971، كان أول أسطول بحري يتألف من ست سفن دورية صغيرة. حاولت هذه السفن تنفيذ غارات على الأسطول الباكستاني، ولكن تم ضربها عن طريق الخطأ وإغراقها من قبل سلاح الجو الهندي في 10 ديسمبر 1971. تم شن الهجوم الرئيسي التالي على ميناء مونجلا. ووفقًا للأرقام الرسمية من البحرية البنجلاديشية، فإن ما مجموعه 334 بحارًا كانوا متورطين مع البحرية التي تم إنشاؤها حديثًا، حيث تم قتل 22 بحارًا.

#### الاستقلال حتى نهاية القرن العشرين
نفذت البحرية حوالي 45 عملية خلال الحرب، بما في ذلك العمليات البحرية التقليدية فضلا عن عمليات الكوماندوز غير التقليدية بما في ذلك حرب العصابات. في المرحلة الأولى من الحرب، انضم انشقاق البحارة البنغاليين إلى قوات العصابات. كان البحارة الثمانية الذين انشقوا من الغواصة البحرية الباكستانية PNS Mangro، التي لا تزال قيد الإنشاء في فرنسا، التي كانت رائدة في تشكيل العنصر البحري خلال حرب التحرير. في وقت لاحق شارك العديد من أفراد البحرية الآخرين. خلال حرب التحرير شرق باكستانتم تقسيمها إلى 11 القطاعات. كان لكل قطاع قائد ومساحة محددة للمسؤولية باستثناء القطاع 10. يقال إن منطقة مسؤولية القطاع 10 هي الحزام الساحلي ولكن في الواقع تم نشر عملياته في جميع أنحاء البلاد.
في عام 1971، كان لا بد لقوة الاحتلال أن تبقي الموانئ والمرافئ نشطة وأن خطوط الاتصال البحرية مفتوحة. خاضت البحرية البنجلاديشية معارك لعرقلة خطوط الاتصالات البحرية وكذلك جعل الموانئ البحرية والنهرية غير صالحة للعمل. هاجموا جميع الموانئ بما في ذلك العديد من موانئ الأنهار. عملية Jackpot هي واحدة من أكثر العمليات الناجحة المعروفة. قاموا بالتعدين في قناة نهر باسور من خلال حرفة الدورية. مع مقاتلين آخرين قاموا أيضا بالهجوم ضد الجيش الباكستاني. ونتيجة لذلك، أصبحت بنغلاديش دولة مستقلة في أقصر وقت ممكن. تم تمديد المشاركة البحرية إلى حد كبير.
بعد الاستقلال، لا سيما في 1970، كانت هناك حاجة إلى البنية التحتية البحرية إضافية. اثنين السابقين البحرية الملكية فرقاطات انضم إلى البحرية بنغلاديش كما BNS عمر فاروق و BNS علي حيدر في عام 1976 و 1978 على التوالي. في وقت لاحق، في عام 1982، انضمت فرقاطة ثالثة تابعة للبحرية الملكية البريطانية إلى BN باسم BNS Abu Bakar. يعتبر الاستحواذ على هذه الفرقاطات الثلاثة الأساس الرئيسي لأسطول بنجلاديش.
في 1970، كانت هناك حاجة إلى البنية التحتية البحرية إضافية. اثنين السابقين البحرية الملكية فرقاطات انضم إلى البحرية بنغلاديش كما BNS عمر فاروق و BNS علي حيدر في عام 1976 و 1978 على التوالي. في وقت لاحق، في عام 1982، انضمت فرقاطة ثالثة تابعة للبحرية الملكية البريطانية إلى BN باسم BNS Abu Bakar. يعتبر الاستحواذ على هذه الفرقاطات الثلاثة الأساس الرئيسي لأسطول بنجلاديش. [10]

#### القرن ال21
تعتبر البحرية البنجلاديشية القوة الأولى من بين الخدمات العسكرية البنجلاديشية التي تقوم بتجنيد الأعضاء الإناث. انضمت الدفعة الأولى من 14 ضابطة إلى البحرية في عام 2000. في عام 2016، تم إضافة 44 جنديا إلى القوة لأول مرة.
في عام 2011، تم نشر فريق الإنقاذ والطبية التابع للبحرية البنجلاديشية، جنبًا إلى جنب مع جيش بنغلاديش في اليابان بعد زلزال توهوكو وتسونامي. وكانت البحرية البنجلاديشية قوة نشطة لاستعادة القدرة على العمل بعد الكوارث. في عام 2013، قامت البحرية بنشر فريق يحمل مجموعة من المساعدات الإنسانية بقيمة مليون دولار. كما تم نشر فريق طبي من البحرية في الفلبين.
وانضمت البحرية البنجلاديشية في عملية البحث عن رحلة الخطوط الجوية الماليزية رقم 370 المفقودة وكانت الطائرة من طراز بوينج 777-200ER التي اختفت مع 12 من أفراد الطاقم الماليزي و 227. مسافرين من 14 دولة أثناء الرحلة من ماليزيا إلى الصين. تم تجديد البحث في مايو 2014 عندما زعمت شركة أسترالية للتنقيب أنها تتبعت حطام طائرات في خليج البنغال. في عام 2014، خلال أزمة المياه فيوكانت البحرية المالديفية، وهي المالديف، أول من أطلق الإغاثة الإنسانية عن طريق نشر BNS Somudra Joy مع 100 طن من المياه المعبأة في زجاجات.

## هدف القوات 2030
في عام 2009، تبنت حكومة بنغلاديش خطة تحديث طويلة الأمد لقواتها المسلحة تسمى «غيتس جول 2030». اعتبارا من عام 2013، كان حوالي ثلث المعدات العسكرية المشتراة في إطار الخطة للبحرية. تم تجديدهما من الصين في عام 2014.
افتتحت البحرية البنجلاديشية جناح الطيران الخاص بها في 14 يوليو 2011 مع تقديم طائرتين مروحيتين من طراز AgustaWestland AW109. في وقت لاحق، تم تقديم اثنين من Dornier Do-228NG MPA في عام 2013. من أجل الحصول على قدرات تشغيلية تحت الماء، أدخلت البحرية البنجلاديشية غواصتين من طراز 035G من طراز Ming من الصين في 12 مارس 2017. يجري بناء قاعدة جديدة لسلاح البحرية البنغلاديشي، يدعى BNS Sher-e-Bangla، في رابان أباد في باتوخالي. وستكون أكبر قاعدة بحرية تابعة للبحرية البنجلاديشية مزودة بمرافق للرسو والطائرات تحت الماء.